# Them or Us
Them or Us (dt. Sie oder wir) ist ein Pop-Rockalbum von Frank Zappa, das 1984 auf Vinyl erschien. Das Album wurde in Zappas eigenem Studio Utility Muffin Research Kitchen produziert. Im gleichen Jahr wurde ein Album mit konzertanten Stücken Zappas veröffentlicht, außerdem erschien Zappas erste Veröffentlichung auf dem Synclavier, Francesco Zappa und die Dreifach-LP Thing-Fish. Die Aufnahmen profitieren von den profilierten Sängern wie Blueslegende Johnny Guitar Watson und Ike Willis. Die Stücke Stevie’s Spanking und Ya Hozna enthalten ausgedehnte Gitarrensoli von Steve Vai. Darüber hinaus findet sich auf dem Album eine Version von Whipping Post, das im Original von Gregg Allman geschrieben wurde. Diesen Song wünschte sich ein Besucher des Helsinki Konzerts im Jahre 1974. Zappa war dieses Stück damals unbekannt. Für die Tournee im Jahre 1981 studierte Zappa das Stück mit seiner Band deswegen ein. Die hier enthaltene Version wurde auf dieser Tour aufgenommen.

## Titelliste
Original-Album
Seite 1
1. The Closer You Are (Earl Lewis, Morgan Bobby Robinson) – 2:55
2. In France – 3:30
3. Ya Hozna – 6:26
4. Sharleena – 4:33

Seite 2
1. Sinister Footwear II – 8:39
2. Truck Driver Divorce – 8:59

Seite 3
1. Stevie’s Spanking – 5:23
2. Baby, Take Your Teeth Out – 1:54
3. Marqueson’s Chicken – 7:33
4. Planet of My Dreams – 1:37

Seite 4
1. Be in My Video – 3:39
2. Them or Us – 5:23
3. Frogs with Dirty Little Lips (Frank Zappa, Ahmet Zappa) – 2:42
4. Whippin' Post (Gregg Allman) – 7:32

## Rezeption
Das Album verkaufte sich nur mäßig und erreichte keine Chartplatzierung. Kelly Fisher Lowe bemerkt, dass das Album „nicht das beste Album in Zappas Karriere“ gewesen sei. Es wirke nicht wie aus einem Guss, dies liege daran, dass Zappa als Besitzer eines eigenen Studios und guter Live-Mitschnittmöglichkeiten nicht mehr darauf angewiesen war, einen bestimmten Satz von Stücken für ein Album vorzubereiten und innerhalb kurzer Zeit aufzunehmen.
Ben Watson sieht das Album als einen Versuch, Rock als Gegenkultur zur Christlichen Rechten aufzubauen.